# Strandlocke
Strandlocke (Opilio saxatilis) är en spindeldjursart. Strandlocke ingår i släktet Opilio, och familjen långbenslockar. Arten är reproducerande i Sverige.